# Rdza buraka

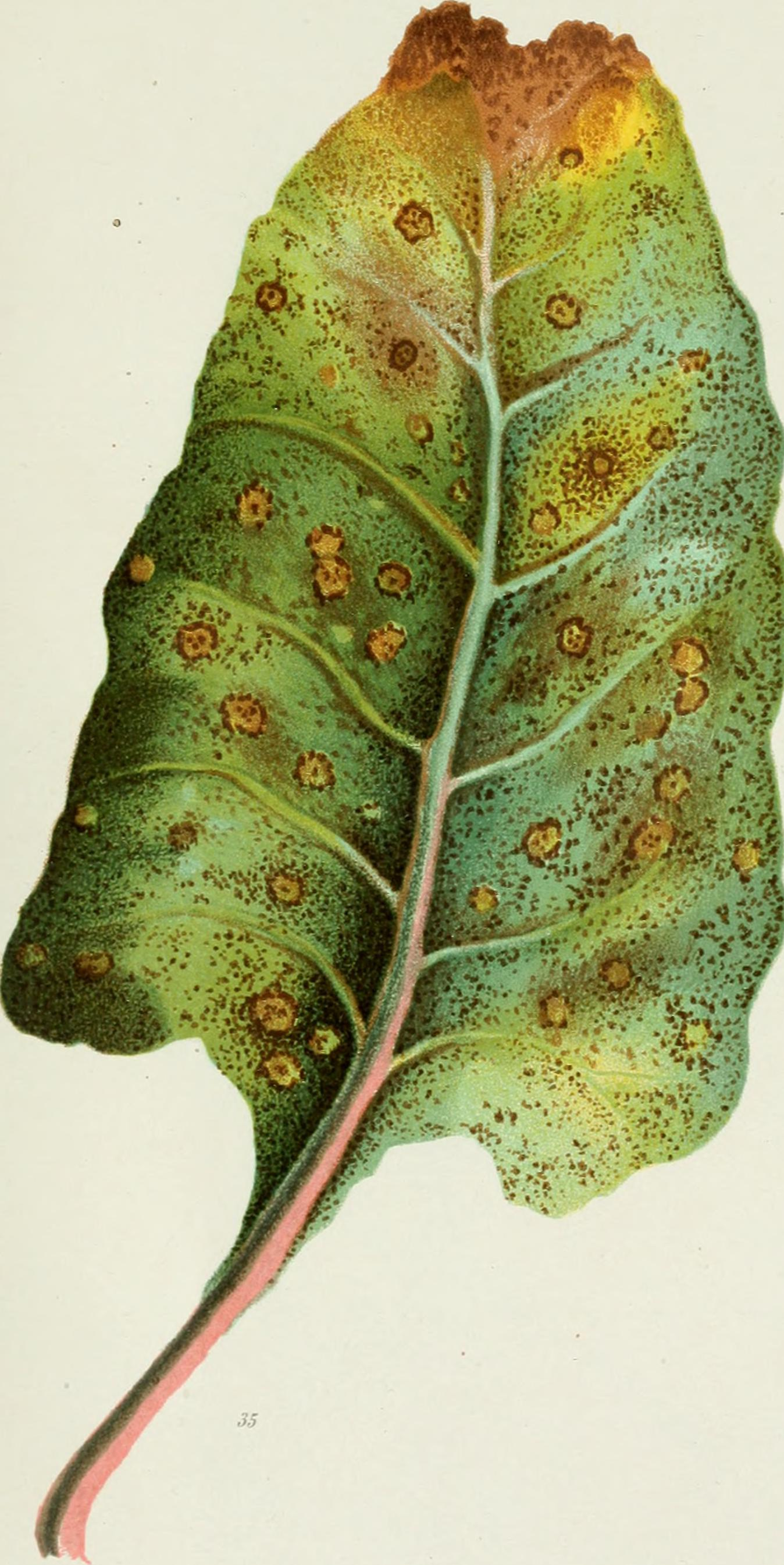
Objawy na liściu buraka

Rdza buraka (ang. rust of beet) – grzybowa choroba buraka wywołana przez Uromyces beticola. Należy do grupy chorób zwanych rdzami.

## Występowanie i szkodliwość
Uromyces beticola występuje w Ameryce Północnej, Europie, Australii, na Nowej Zelandii i Półwyspie Arabskim. Poraża buraki cukrowe, buraki pastewne i buraki ćwikłowe. W Polsce, a także w wielu innych krajach przeważnie jednak występuje w niewielkim nasileniu i nie ma znaczenia gospodarczego.

## Objawy
Wiosną na górnej stronie liści buraków pojawiają się żółtobrunatne plamy, a na nich powstają spermogonia. Później na dolnej stronie liścia pod plamami tymi rozwijają się skupiska jasnopomarańczowych ecjów, a jeszcze później na obydwu stronach liści jasnobrunatne uredinia. Jesienią w tych samych miejscach zamiast urediniów tworzą się ciemnobrunatne telia. Zarówno telia, jak i uredinia są okrągłe i mają średnicę 1–2 mm. W miejscu ich tworzenia skórka liści pęka, co czasami powoduje ich więdnięcie i zamieranie.

## Epidemiologia
Przetrwalnikami patogenu są teliospory, które zimują na pozostałych w glebie po zbiorze plonów resztkach pożniwnych, czasami także w nasionach. Na wiosnę rozwijają się z nich 4-komórkowe podstawki wytwarzające bazydiospory. Są one źródłem infekcji pierwotnych. Liczba teliospor, a także warunki powodowe w czasie ich rozsiewania, decydują o nasileniu choroby. Optymalną do rozwoju choroby jest temperatura 15–22 °C i duża wilgotność powietrza.

## Ochrona
Podstawową metodą ograniczenia nasilenia choroby jest uprawa odmian o małej podatności na nią oraz pożniwna orka, dzięki której resztki buraków z teliosporami ulegają przykryciu warstwą ziemi. Zaprawianie nasion i opryskiwanie fungicydami stosowane przeciwko chwościkowi buraka ogranicza również rdzę buraka.